# Аргенталь
Аргенталь (нем. Argenthal) — община в Германии, в земле Рейнланд-Пфальц.
Входит в состав района Рейн-Хунсрюк. Подчиняется управлению Райнбёллен. Население составляет 1652 человека (на 31 декабря 2010 года). Занимает площадь 28,52 км².